# Filosofía del inconsciente
Filosofía del inconsciente: resultados especulativos según el método de inducción de las ciencias físicas (en alemán: Philosophie des Unbewussten) es un libro de 1869 del filósofo Eduard von Hartmann. La culminación de las especulaciones y hallazgos de la filosofía romántica alemana en los primeros dos tercios del siglo XIX, la Filosofía del Inconsciente se hizo famosa. Hasta 1882, había aparecido en nueve ediciones. Una traducción al inglés de tres volúmenes apareció en 1884. La traducción al inglés tiene más de 1100 páginas. El trabajo influyó en las teorías del inconsciente de Sigmund Freud y Carl Jung.

## Recepción
Filosofía del inconsciente se tradujo del alemán al francés y al inglés, y tuvo muchas ediciones en los tres idiomas, lo que ejerció una gran influencia en la cultura europea y ayudó a que la idea del inconsciente fuera familiar y aceptada a fines del siglo XIX. La obra fue muy leída. La filosofía del inconsciente recibió una discusión crítica en la Psicología desde un punto de vista empírico (1874) del filósofo Franz Brentano; quien comentó que la definición de conciencia de Hartmann tal vez se refería a "algo puramente imaginario" y ciertamente no estaba de acuerdo con su definición de conciencia.
Friedrich Nietzsche describió el libro de Hartmann como una "filosofía de la ironía inconsciente", en su Sobre el uso y abuso de la historia para la vida, uno de los ensayos incluidos en Consideraciones intempestivas (1876). En palabras de Nietzsche: "Toma una balanza y pon el 'Inconsciente' de Hartmann en uno de los platillos, y su 'Proceso del mundo' en el otro. Hay quienes creen que pesan lo mismo; porque en cada platillo hay una mala palabra y un buen chiste.” 
Se ha considerado que el trabajo de Hartmann preparó el camino para la posterior teoría del inconsciente de Freud. Freud consultó la Filosofía del inconsciente mientras escribía La interpretación de los sueños (1899), en el que llamó a Hartmann el más firme oponente de la teoría de que los sueños son deseos cumplidos. El filósofo Hans Vaihinger fue también influenciado por la obra, relatando en su Filosofía del 'Como si' (1911) cómo lo llevó a Schopenhauer. El psiquiatra Henri Ellenberger escribe en El descubrimiento del inconsciente (1970) que el principal interés de la obra de Hartmann no son sus teorías filosóficas, sino la riqueza de su material de apoyo.
El psicólogo Hans Eysenck escribe en Decline and Fall of the Freudian Empire (1985) que la versión del inconsciente de Hartmann es muy similar a la de Freud. El filósofo Roger Scruton describió en Deseo sexual (1986) la Filosofía del inconsciente como el "primer gran tratado" sobre el inconsciente. Le dio crédito a Hartmann por ofrecer una descripción "astuta y vigorosa" del deseo sexual, pero, sin embargo, lo consideró incapaz de explicar su intencionalidad. John Kerr escribe que las ideas de Hartmann sobre "destrucción y transformación" son paralelas a las de la psicoanalista Sabina Spielrein. El poeta italiano Giovanni Pascoli fue influenciado por La filosofía del inconsciente en su programa poético, Il fanciullino (El niño, 1897).